# Coptotettix retractus
Coptotettix retractus är en insektsart som beskrevs av Hancock, J.L. 1915. Coptotettix retractus ingår i släktet Coptotettix och familjen torngräshoppor. Inga underarter finns listade i Catalogue of Life.